# Climate action project
Het Climate action project werd in 2017 gelanceerd. Het project tracht klimaatonderwijs via scholen in te voeren over de hele wereld. Het project wordt ondersteund door WWF en VN-Milieuprogramma . Het project werd gelanceerd door Koen Timmers, maar maakt nu deel uit van de Amerikaanse non-profit TAG. 
Initieel namen er 250 scholen in 69 landen deel. De opzet was dat de leerlingen meer zouden leren over klimaatverandering door met elkaar in interactie te gaan op twee manieren: door korte videos op een online platform te plaatsen en door videoconferenties met elkaar te hebben. Door deze interculturele uitwisselingen zouden de leerlingen dan inzien dat klimaatverandering anders kan zijn in andere landen en continenten. De leerlingen leerden over de oorzaken en gevolgen van klimaatverandering.  Hierbij wordt ook veel belang gehecht aan vaardigheden als creativiteit, empathie en probleemoplossend denken. Vanaf aanvang was ook de bedoeling dat leerlingen verder gingen dan hun kennis over klimaatverandering op te krikken. Ze worden tijdens het project gestimuleerd om ook oplossingen te vinden en te delen met elkaar. Op deze manier werden er in Malawi door leerlingen 60 miljoen bomen geplant, ontwikkelden Amerikaanse leerlingen een zonnekoffer dat gratis elektriciteit opwekt, maakten Portugese leerlingen zonnelampen die 's nachts licht geven en overdag opladen. Ierse leerlingen ontwikkelden een nieuw logo voor recyclage en kregen een brief van hun president met felicitaties.
Na enkele jaren werd duidelijk dat leerkrachten niet altijd even bekwaam om les te geven over klimaatverandering en gebruikten vaak verkeerde bronnen. Hierdoor werd er beslist om samen met WWF een curriculum te bouwen dat heden in 15 talen gratis beschikbaar is. Verschillende personen besloten het project te steunen: Jane Goodall, Prinses Esmeralda van België, Kumi Naidoo, Alexander De Croo, Bhumi Pednekar en anderen. In 2020 werd het project voor het eerst afgesloten tijdens een gratis, online en live webinar genoemd Climate Action Day.
Het evenement werd in 2021 herhaald. Onder meer Prins William, Jane Goodall, David Attenborough, voormalig President Juan Michel Santos van Colombia, Vanessa Nakate, Elizabeth Wathuti en anderen spraken.
In 2024 namen er 5,3 miljoen leerkrachten en leerlingen uit 173 landen deel aan het project. Er was echter nog één zwak punt: vele wetenschappers twijfelen aan de impact van klimaatonderwijs. Hierdoor besloot het project om de gratis app EarthProject te ontwikkelen met Deloitte Foundation, die het gedrag van jongeren die aan het project deelnemen, bijhoudt door ze enkele eenvoudige acties te laten nemen. Van deze acties wordt vervolgens het aantal vermeden CO2 bijgehouden en getoond. 
Het project gaat jaarlijks door in oktober en is gratis.  